# Seriatopora caliendrum

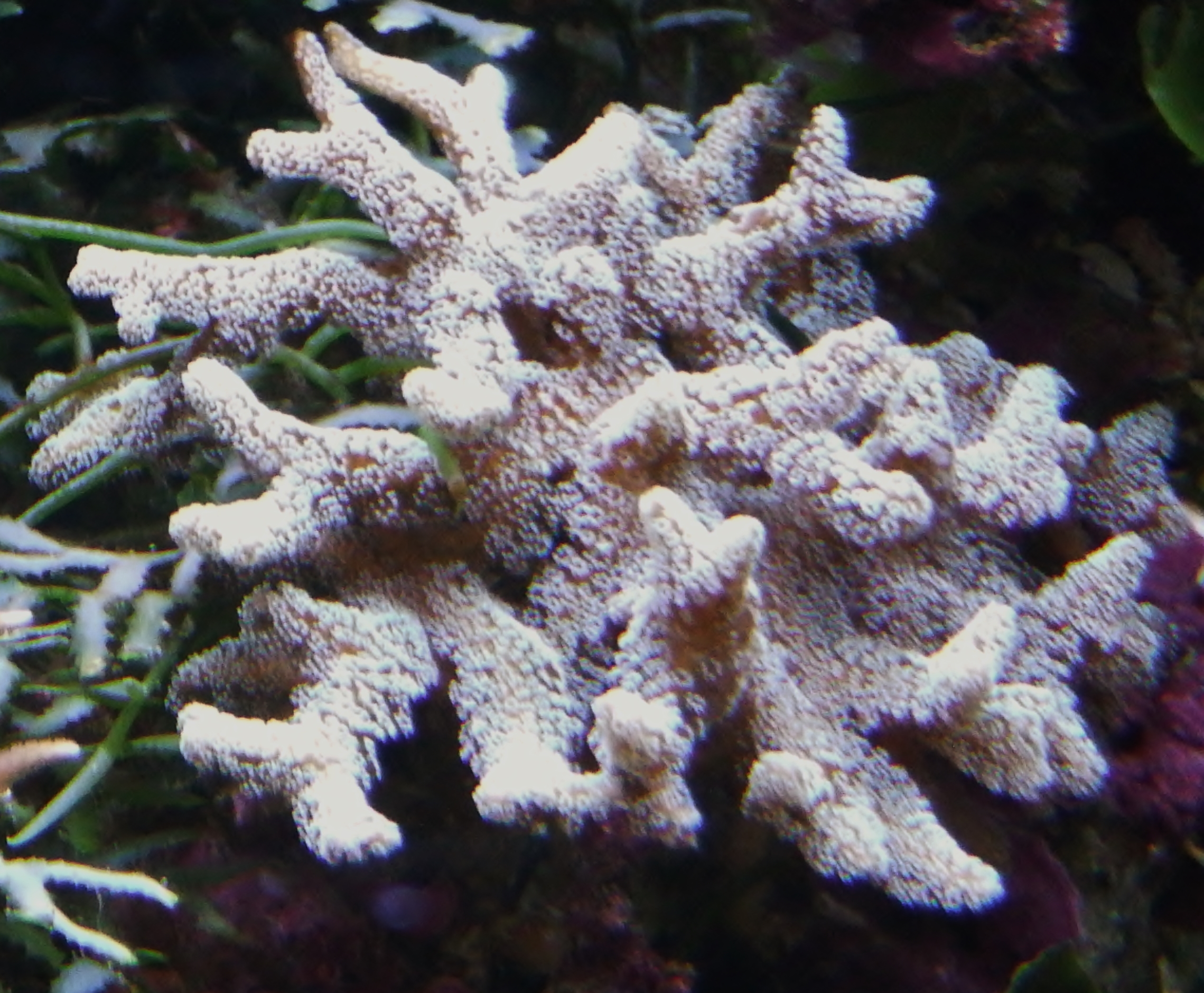
Colonia de Seriatopora caliendrum en acuario de arrecife

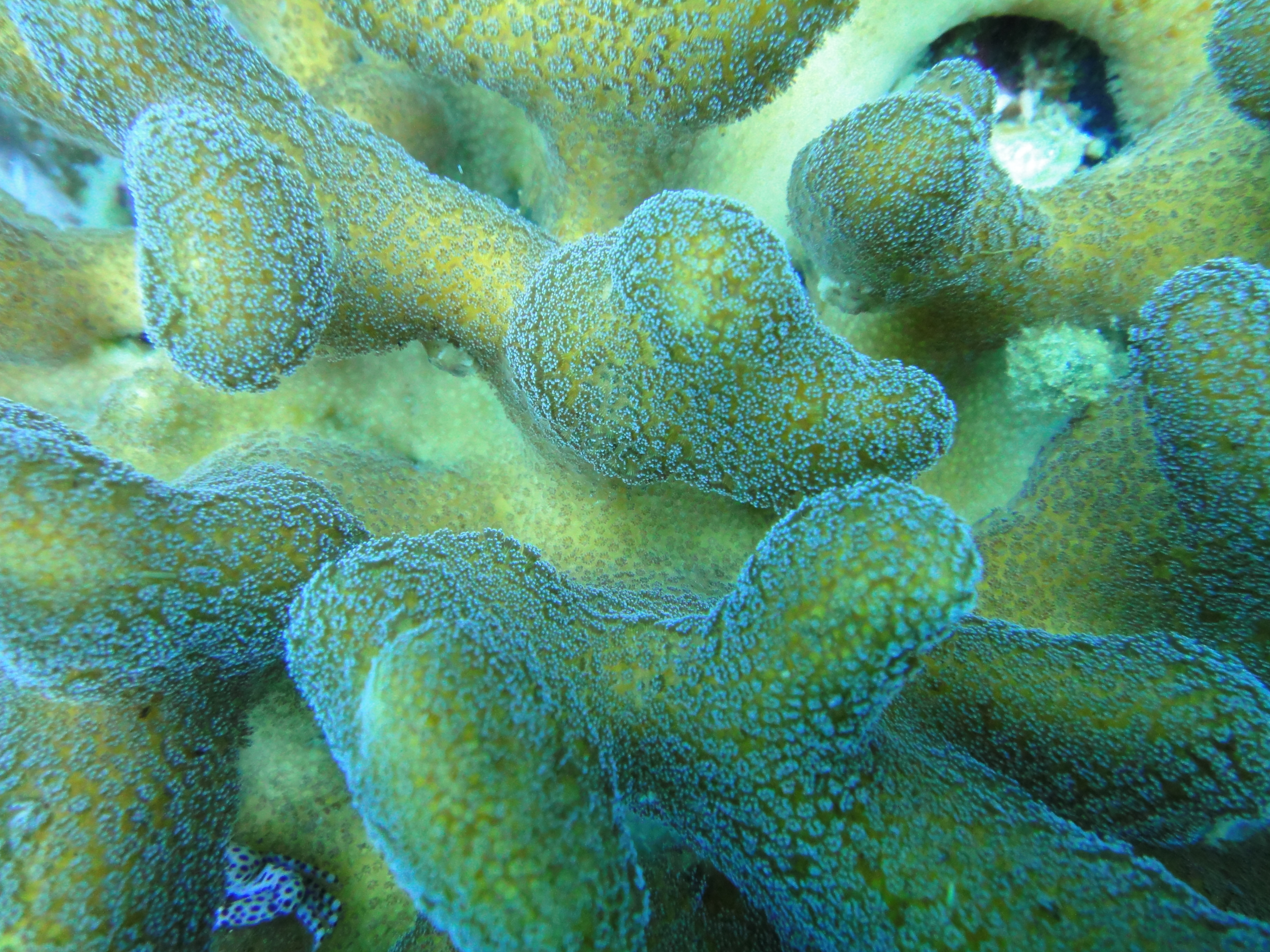
Las colonias de Seriatopora caliendrum de aguas superficiales y protegidas desarrollan formas muy parecidas a las colonias de la especie Stylophora pistillata

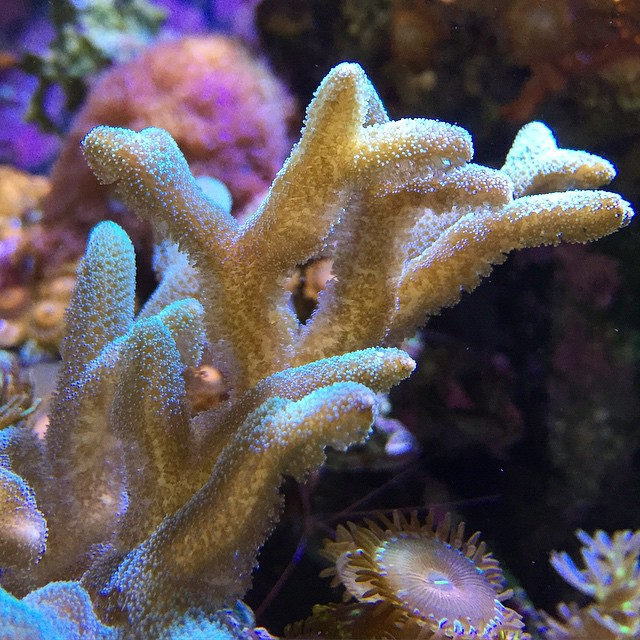
Seriatopora caliendrum en acuario

Seriatopora caliendrum es una especie de coral hermatípico de la familia Pocilloporidae, orden Scleractinia. 
Es una especie ampliamente distribuida en aguas tropicales del océano Indo-Pacífico, generalmente no común, aunque localmente puede ser abundante.

## Morfología
Forman colonias ramificadas arbustivas, de 20 cm de talla máxima,  que pueden estar ampliamente espaciadas o compactas, dependiendo de las condiciones ambientales. Las ramas no se estrechan en las puntas, como en la especie emparentada S. hystrix, y son considerablemente más anchas que en ésta. Los cálices normalmente tienden a tener capucha, por lo que las colonias de ramas más gruesas se parecen enormemente a las colonias de aguas superficiales de Stylophora pistillata. Los coralitos se disponen en hileras a lo largo de las ramas y son ovales.
La gama de colores va del marrón al crema, casi blanco o verde. 
El esqueleto es poroso y ligero, y se compone de las siguientes partes:
- Coralitos axiales: el coralito central que determina el eje o el crecimiento en un Seriatopora. Se suelen situar en el extremo final de cada rama, aunque los coralitos axiales y coralitos axiales incipientes se pueden formar también a lo largo de las ramas.
- Coralitos radiales: coralitos periféricos a los lados de las ramas.
- Coenosteum: matriz del esqueleto que se encuentra entre los coralitos pero no forma parte de ellos (aunque habitualmente el límite no se puede distinguir).

Los pólipos del Seriatopora son muy pequeños y presentan unas células urticantes denominadas nematocistos, empleadas en la caza de presas microscópicas de plancton. 

## Hábitat
Suelen vivir en arrecifes localizados en los mares tropicales (a una latitud situada entre 30ºN y 20ºS), en zonas poco profundas, de 0 a 25 m, aunque se localizan hasta los 40 metros de profundidad.  Habitan áreas bien iluminadas y cercanas a las costas, prefiriendo la zona interior del arrecife, en lagunas y zonas protegidas. 

## Distribución
Se distribuyen por el océano Indo-Pacífico, desde la costa oriental africana, también en el Mar Rojo, Golfo de Aden, todo el Indo-Pacífico central, y hasta las islas del océano Pacífico central.
Es especie nativa de Arabia Saudí; Australia; Baréin; Birmania; Camboya; Comoros; Egipto; Emiratos Árabes Unidos; Eritrea; Filipinas; Fiyi; Guam; India; Indonesia; Irán; Irak; Israel; Japón; Jordania; Kiribati; Kuwait; Madagascar; Malasia; islas Marshall; Mauritius; Mayotte; Micronesia; Mozambique; Nauru; Nueva Caledonia; islas Marianas del Norte; Omán; Pakistán; Palaos; Papúa Nueva Guinea; Catar; Reunión; Seychelles; Singapur; islas Salomón; Somalia; Sri Lanka; Sudán; Taiwán (China); Tailandia; Tuvalu; Vanuatu; Vietnam; Wallis y Futuna; Yemen y Yibuti.

## Alimentación
Los pólipos contienen algas simbióticas llamadas zooxantelas. Las algas realizan la fotosíntesis produciendo oxígeno y azúcares, que son aprovechados por los pólipos, y se alimentan de los catabolitos del coral (especialmente fósforo y nitrógeno). Esto les proporciona entre el 75 y el 95% de sus necesidades alimenticias. El resto lo obtienen atrapando plancton microscópico y materia orgánica disuelta en el agua.

## Reproducción
En general alcanzan la madurez sexual entre los 2 y 3 años.
Se reproducen asexualmente mediante gemación, y sexualmente, lanzando al exterior sus células sexuales. En este tipo de reproducción, la mayoría de los corales liberan óvulos y espermatozoides al agua, siendo por tanto la fecundación externa. Los huevos una vez en el exterior, permanecen a la deriva arrastrados por las corrientes varios días, más tarde se forma una larva plánula que, tras deambular por la columna de agua marina, y en un porcentaje de supervivencia que oscila entre el 18 y el 25 %, se adhiere al sustrato o rocas y comienza su vida sésil, generando un esqueleto, o coralito, y replicándose después por gemación, dando origen así a la colonia coralina.

## Mantenimiento
Como norma, los Seriatopora son difíciles de mantener en cautividad. Una luz de moderada a alta satisfará a la mayoría de las colonias aclimatadas al acuario. Respecto a la corriente, deberá ser fuerte y alterna. 
Es una especie poco agresiva con otros corales. Su arma para conseguir espacio, en orden a atrapar luz, es su rápido crecimiento frente a otras especies.
Debemos aditar microplancton u otros preparados para animales filtradores, adaptados a sus pequeños pólipos.
Con independencia del resto de niveles  de los parámetros comunes del acuario marino: salinidad, calcio, magnesio, dureza, etc., hay que mantener los fosfatos a cero y los nitratos a menos de 20 ppm. Algunos autores, con independencia de aditar oligoelementos (yodo, hierro, manganeso, etc.), recomiendan aditar estroncio hasta mantener un nivel de 10 ppm.
Se recomienda cambios de agua semanales del 5% del volumen del acuario.